# A Matter of Time (álbum)
A Matter of Time é o próximo terceiro álbum de estúdio da cantora e compositora islandesa Laufey. Seu lançamento está previsto para 22 de agosto de 2025, por meio da Vingolf Recordings e da AWAL. O álbum sucede seu segundo trabalho, Bewitched (2023), e representa uma transição do foco anterior da artista na preservação do jazz, em direção a uma abordagem mais vulnerável e emocionalmente expressiva. Laufey colaborou com o produtor de longa data Spencer Stewart e com Aaron Dessner para desenvolver uma sonoridade que equilibra profundidade emocional com influências musicais mais amplas.
Tematicamente, o álbum aborda temas como rompimentos de amizades, apreensão diante do amor e introspecção pessoal. Laufey descreveu o projeto como uma oportunidade para explorar aspectos mais complexos e imperfeitos de si mesma. Antes do lançamento do álbum, quatro singles foram divulgados: "Silver Lining" em 3 de abril de 2025, "Tough Luck" no dia do anúncio do álbum, 15 de maio de 2025, "Lover Girl" em 25 de junho de 2025 e "Snow White" em 7 de agosto de 2025.

## Antecedentes e conceito
Laufey lançou seu segundo álbum, Bewitched (2023), juntamente com sua versão expandida complementar, Bewitched: The Goddess Edition, em 2024. Ambos foram aclamados pela crítica e pelo público, consolidando ainda mais sua fusão distinta de jazz, clássico e pop. Após o álbum, a expectativa por seu próximo trabalho aumentou. Em 15 de maio de 2025, ela anunciou seu terceiro álbum de estúdio, A Matter of Time, com lançamento previsto para 22 de agosto de 2025. Mais cedo naquele ano, Laufey se apresentou no Gala Women of the Year 2025 da revista Time em Los Angeles, evento que homenageia mulheres de todo o mundo por sua atuação em prol da igualdade e justiça. Apresentada pela bicampeã olímpica Jordan Chiles, Laufey encerrou a noite com uma performance que celebrava temas como resiliência, esperança e coragem. Ela também foi homenageada na cerimônia anual do Gold House Gala. Dividindo o palco com estrelas consagradas e emergentes, Laufey recebeu o prêmio Billboard Gold Music e apresentou uma versão acústica de seu single "Silver Lining". Ao refletir sobre o evento, ela afirmou sentir-se especialmente acolhida e celebrada por seus colegas após sua vitória no Grammy por Bewitched.
Nos álbuns anteriores — Everything I Know About Love e Bewitched — Laufey concentrou-se principalmente em baladas românticas originais, influenciadas pelo Great American Songbook, ao qual ela se refere como sua "bíblia". Refletindo sobre essa transição durante a gravação de seu terceiro álbum em Nova Iorque, ela disse: "Eu costumava achar isso algo assustador: ninguém tinha trilhado esse caminho antes de mim. Mas agora percebo que, quando você é quem decide quais passos dar e quais galhos afastar, é aí que você sabe que tem algo bom em mãos."

"Cada novo álbum para mim é como um livro em branco, cheio de histórias a serem escritas. [...] Estou constantemente pensando em música clássica e jazz, em como preservá-los adequadamente e prestar-lhes homenagem. Para este álbum, eu apenas queria deixar meu coração vagar. [...]
As pessoas esperam uma fachada bonita, roupas femininas, histórias fantasiosas e música romântica. Desta vez, eu estava interessada em ver como poderia expor as partes mais imperfeitas de mim e encará-las diretamente no espelho."

Com A Matter of Time, Laufey muda seu foco de preservar o legado da música jazz — ênfase de seus trabalhos anteriores — para revelar um lado mais vulnerável e humano de si mesma. Para ajudar a concretizar essa mudança, ela trabalhou com dois co-produtores: Spencer Stewart, colaborador de longa data, e Aaron Dessner, conhecido por seu trabalho com artistas que exploram a profundidade emocional. Em entrevista à People, ela descreveu o álbum como mais extrovertido e emocionalmente cru, explorando temas como rompimentos de amizades, medo do amor e confronto consigo mesma.

## Composição
A Matter of Time foi descrito pela revista Elle como um álbum conceitual sobre "uma jovem se desfazendo", com Laufey explorando um "lado mais bagunçado" de si mesma, que está por trás de sua estética romântica característica. Em entrevistas, Laufey expressou o desejo de criar músicas "dignas de serem cantadas junto", refletindo suas experiências ao passar de apresentações de música clássica para plateias mais velhas até agora liderar shows em que seu público jovem canta suas letras de volta para ela. Ela detalhou que o álbum apresenta "mais instrumentação" e tem uma sonoridade "mais alta" e "maior", para combinar com a escala de suas atuais apresentações ao vivo. Laufey descreveu este como "o álbum mais confiante" e "mais ambicioso" que já fez, ao mesmo tempo em que o chamou de "o mais eu que já fui".

### Canções
O single principal do álbum, "Silver Lining", mostra a abordagem romântica e emocionalmente direta do disco, com o verso "When you go to hell, I'll go there with you, too" ("Quando você for para o inferno, eu irei com você também") destacando a disposição de Laufey em abraçar a intensidade emocional. Descrita como uma faixa intensa e emocional pela revista NME, "Tough Luck" explora as consequências de um relacionamento fracassado.

## Lançamento e divulgação
Laufey anunciou seu terceiro álbum de estúdio, A Matter of Time, em 15 de maio de 2025, confirmando seu lançamento para 22 de agosto de 2025, através dos selos Vingolf Recordings e AWAL. O anúncio foi compartilhado em suas plataformas oficiais nas redes sociais, nas quais ela revelou a capa do álbum juntamente com a data de lançamento. Em uma publicação feita no dia anterior, Laufey descreveu o disco como um diário pessoal transformado em música, explorando todo o espectro de emoções "do belo ao feio" vividas ao longo do tempo e do amor.

### Singles
Antes do anúncio oficial, dois singles foram lançados: "Silver Lining" em 3 de abril de 2025 e "Tough Luck" em 15 de maio de 2025. "Silver Lining", acompanhada de um videoclipe, foi descrita por Laufey como uma canção de amor sobre libertar sua verdadeira personalidade diante do amor, onde "sua criança interior se manifesta e você se sente encorajado pela paixão". A segunda faixa foi apresentada em performances ao vivo antes de seu lançamento oficial, com letras que refletem a perspectiva de alguém rompendo com um relacionamento tóxico. Em 25 de junho de 2025, a cantora lançou seu terceiro single do álbum, "Lover Girl". "Snow White" foi lançada em 7 de agosto de 2025 como o quarto single do álbum.

### Turnê
Laufey está programada para se apresentar em diversos concertos e festivais pelas Américas do Norte e do Sul ao longo de 2025. Essas apresentações incluem colaborações com várias orquestras sinfônicas. Ela se apresentou na Cidade do México em 27 de maio de 2025, seguida de um show no Popload Festival em São Paulo no dia 31 de maio. No final de julho e início de agosto, Laufey se apresentará com a Virginia Symphony Orchestra em duas noites do Virginia Arts Festival, em Norfolk, Virgínia, nos dias 30 e 31 de julho. Em seguida, fará apresentações com a Chautauqua Symphony Orchestra em Chautauqua, Nova Iorque, nos dias 2 e 3 de agosto. Outros concertos orquestrais incluem performances com a The Cleveland Orchestra no Blossom Music Center, em Cuyahoga Falls, Ohio, no dia 7 de agosto, e com a The Philadelphia Orchestra no Saratoga Performing Arts Center, em Saratoga Springs, no dia 9 de agosto. Após os festivais e concertos com orquestra, ela embarcará na A Matter of Time Tour.

## Lista de faixas
Todas as faixas foram escritas e produzidas por Laufey e Spencer Stewart, exceto onde indicado.
| Lista de faixas de A Matter of Time |                             |                        |                |         |  |
| N.º                                 | Título                      | Compositor(es)         | Produtor(es)   | Duração |  |
| 1.                                  | "Clockwork"                 |                        |                |         |  |
| 2.                                  | "Lover Girl"                | Laufey Spencer Stewart | Laufey Stewart | 2:44    |  |
| 3.                                  | "Snow White"                | Laufey                 | Laufey Stewart | 3:13    |  |
| 4.                                  | "Castle in Hollywood"       |                        |                |         |  |
| 5.                                  | "Carousel"                  |                        |                |         |  |
| 6.                                  | "Silver Lining"             | Laufey Stewart         | Laufey Stewart | 3:17    |  |
| 7.                                  | "Too Little, Too Late"      |                        |                |         |  |
| 8.                                  | "Cuckoo Ballet (Interlude)" |                        |                |         |  |
| 9.                                  | "Forget-Me-Not"             |                        |                |         |  |
| 10.                                 | "Tough Luck"                | Laufey Stewart         | Laufey Stewart | 3:12    |  |
| 11.                                 | "A Cautionary Tale"         |                        |                |         |  |
| 12.                                 | "Mr. Eclectic"              |                        |                |         |  |
| 13.                                 | "Clean Air"                 |                        |                |         |  |
| 14.                                 | "Sabotage"                  |                        |                |         |  |

| Lista de faixas da versão de CD |                        |                |              |         |  |
| N.º                             | Título                 | Compositor(es) | Produtor(es) | Duração |  |
| 15.                             | "Seems Like Old Times" |                |              |         |  |